# Diriliş: Ertuğrul
Kuruluş: Osman
Diriliş: Ertuğrul (Resurrection: Ertuğrul en anglais) est une série télévisée turque en 150 épisodes de 115 à 125 minutes, créée par Mehmet Bozdağ et diffusée entre le 10 décembre 2014 et le 29 mai 2019 sur TRT 1,.
Diriliş: Ertuğrul, réalisé par Mehmet Bozdağ, traduit dans 25 langues et exporté dans 71 pays est resté extrêmement populaire au cours de ses cinq saisons. La série, composée de 150 épisodes qui se déroulent au début du XIIIe siècle, raconte la vie d’Ertuğrul Gâzi, chef turc qui a posé les bases de fondation de l’Empire ottoman.

## Synopsis
La première saison de la série traite les luttes internes de la tribu Kayi et aussi contre les Templiers au début du XIIIe siècle. La deuxième saison traite la lutte de la tribu Kayı contre les mongols au milieu du XIIIe siècle. À la troisième saison, ils combattront contre l'Empire byzantin, sous les ordres d'Ertuğrul Bey, installée à Söğüt au milieu du XIIIe siècle.
À partir de la quatrième saison c'est le début de l'ascension de l'Empire ottoman.

## Distribution

### Acteurs principaux
- Engin Altan Düzyatan : Ertuğrul Bey
- Serdar Gökhan : Suleyman Shah
- Hülya Korel Darcan : Hayme Hatun
- Kaan Taşaner : Gündoğdu Bey
- Esra Bilgiç : Halime Hatun
- Arda Anarat : Dündar Bey jeune
- Batuhan Karacakaya : Dündar Bey adulte
- Yaman Tumen : Gündüz Alp jeune
- Arif Diren : Gündüz Alp adulte
- Kerem Bekişoğlu : Saru Batu Savcı Bey
- Emre Üçtepe : Osman Bey
- Barış Bağcı : Bayju Noyan
- Cengiz Coşkun : Turgut Alp
- Nurettin Sönmez : Bamsı Beyrek
- Murat Garipağaoğlu : Emir Sa'd al-Din Köpek (en)
- Didem Balçın : Selçan Hatun
- Ayberk Pekcan : Artuk Bey

Photos des acteurs principaux
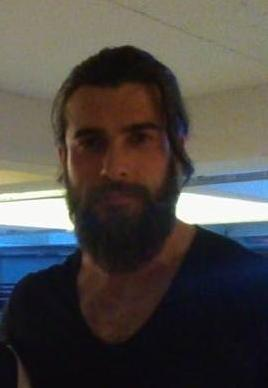
Cengiz Coşkun interprète Turgut Alp

### Acteurs récurrents
- Gönül Nagiyeva : Alangoya / Almıla Hatun
- Hüseyin Özay : Korkut Bey
- Uğur Güneş : Tuğtekin Bey
- Kaptan Gürman : Geyikli Dervish
- Osman Soykut : Ibn Arabi
- Hande Subaşı : Aykız Hatun
- Burcu Kıratlı : Gökçe Hatun
- Diler Ozturk : Alptekin
- Burçin Abdullah : Hafsa Hatun / Helena
- Sezgin Erdemir : Sungurtekin Bey
- Eren Sakcı : Efrasiyab
- Hakan Vanlı : Kurdoğlu Bey
- Mehmet Çevik : Deli Demir
- Celal Al Nebioğlu : Abdurrahman Alp
- Cavit Çetin Güner : Doğan Alp
- Cemal Hünal : Tikfur Ares / Ahmet
- İlker Aksum : Dragos / Zangoç
- Gökhan Karacık : Derviş Ishak
- Halit Özgür Sarı : Suleyman Alp
- Ali Ersan Duru : Beybolat Bey / Albastı
- Sinem Ozturk : Mahperi Hatun
- Gülsim Ali : Aslıhan Hatun
- Cem Uçan : Aliyar Bey
- Hande Soral : İlbilge Hatun
- Reshad Strik : Claudius / Ömer

Photos des acteurs récurrents
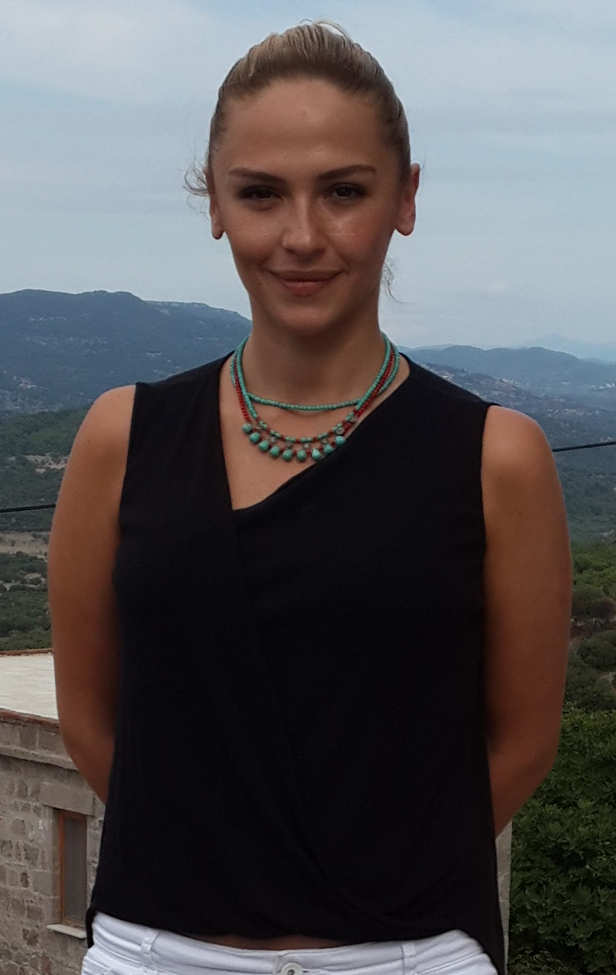
Sinem Ozturk interprète Mahperi Hatun

### Invités
- Esra Balıkci : Mengü Hatun
- Çağla Naz Kargı : Aslıhan Hatun (la fille de Bamsi)
- Enes Göçmen : Aybars Bey
- Orçun Iynemli : Mikis
- Koray Şahinbaş : Tara
- Rümeysa Arslan : Princesse Irène
- Armagan Oguz : Ataç Bey
- Aytek Sayan : Commandant Lais
- Enis Yıldız : Tekfur Yannis
- Ayşun Demir : İlçin Hatun
- Burak Demir : Hüsamettin Karaca
- Hasan Küçükçetin : Atabey Şemseddin Altun Aba
- Ergun Taş : Aziz
- Oya Unustası : Sügay Hatun
- Alper Atak : Antheus
- Serhat Barış : Tristan
- Mert Soyyer : Aleko
- Mehmet Pala : Kutluca Alp
- Cenk Kangöz : Philip
- Sedat Erdiş : Alpargu Bey
- Dilek Serbest : İzadora
- Burak Çimen : Nâsır
- Can Kahraman : Kara Toygar
- Büşra Çubukçuoğlu : Leyla Sultan
- Ayşegül İşsever : Dadı Ümmülhayr
- Özlem Aydın : Elenora
- İskender Altın : Giovanni / Ömer
- Zafer Altun : Baybora
- Kıvanç Kılıç : Aykutlu
- Birand Tunca : Bisol
- Atilla Engin : Cardinal Thomas
- Turgut Tunçalp : Afşin Bey
- Sedat Savtak : Shahzade Numan
- Levent Öktem : Petruccio Manzini / Üstad-ı Azam
- Serdar Deniz : Titus
- Burak Temiz : Şehzade Yiğit
- Merve Kızıl : Eftelya / Esma Hatun
- Mehmet Emin Inci : Emir Al-Malik Al-Aziz Mohammed
- Gökhan Atalay : Atabey Şahabeddin
- Hamit Demir : Akçakoca Bey
- Fahri Öztezcan : Ilyas Fakih
- Erden Alkan : Candar Bey
- Kürşat Alnıaçık : Ural Bey
- Osman Albayrak : Batuhan Alp
- Gülçin Santırcıoğlu : Çolpan Hatun / Ekaterina
- Mualla Sahin : Aybüke
- Sedef Sahin : Maria
- Lebip Gökhan : Ustad Simon
- Çağdaş Onur Öztürk : Commandant Vasilius
- Gökhan Bekletenler : Haçaturyan Usta
- Ezgi Esma Kürklü : Banu Çiçek Hatun
- Burak Hakkı : Sultan Alaeddin Kay Qubadh Ier / Abou Mansour
- Edip Zeydan : Dumrul Alp
- Orhan Kiliç : Atsız Bey
- Melih Özdoğan : Samsa Alp
- Evren Erler : Kocabaş Alp
- Kara Tolga : Hamza Alp
- Gökhan Oskay : Kaya Alp
- Attila Kiliç : Bogaç Alp
- Hakan Serim : Günküt Alp
- Elif Sümbül Sert : Amanda
- Oya Unustasi : Sügay Hatun
- Muharrem Özcan : Tangut
- Evrim Solmaz : Aytolun Hatun
- Zeynep Kiziltan : Goncagül Hatun
- Mehmet Polat : Gümüstekin Bey
- Çaglar Yigitogullari : Ulu Bilge Şaman
- Firat Topkorur : Tüccar Hasan / Petrus
- Arda Öziri : Göktuğ Alp
- Hakan Onat : Commandant Angelos
- Hasan Sahinturk : Bilecik Tekfur Kritos
- Ertuğrul Postoğlu : Bahadir Bey
- Gürbey Ileri : Sancar Bey
- Engin Öztürk : Günalp Bey
- Ogün Kaptanoglu : Titan
- Hasan Küçükçetin : Atabey Altun Aba
- Beyzanur Mete : Alçiçek Hatun
- Sera Tokdemir : Marya
- Mertcan Tekin : Prince Kay Khusraw II
- Ali Buhara Mete : Mergen
- Dursun Ali Erzincanlı : Imam of Söğüt
- Unal Silver : Umur Bey
- Öykü Çelik : Sırma Hatun
- Ali Savaşçı : Emir Bahattin
- Uğur Karabulut : Uranos
- Korel Cezayirli : Sadr al-Dîn al-Qûnawî
- Engin Benli : Commandant Alıncak
- Hüseyin Gülhuy : Subutay
- Safak Baskaya : Yinal Bey
- Muhammet Kaya : Batur Alp
- Ogüzhan Yarimay : Ogüz Alp
- Meliksah Ozen : Meliksah Alp
- Emre Ercil : Ariq Boqa
- Bogaçhan Talha Peker : Turalı Alp

## Productions

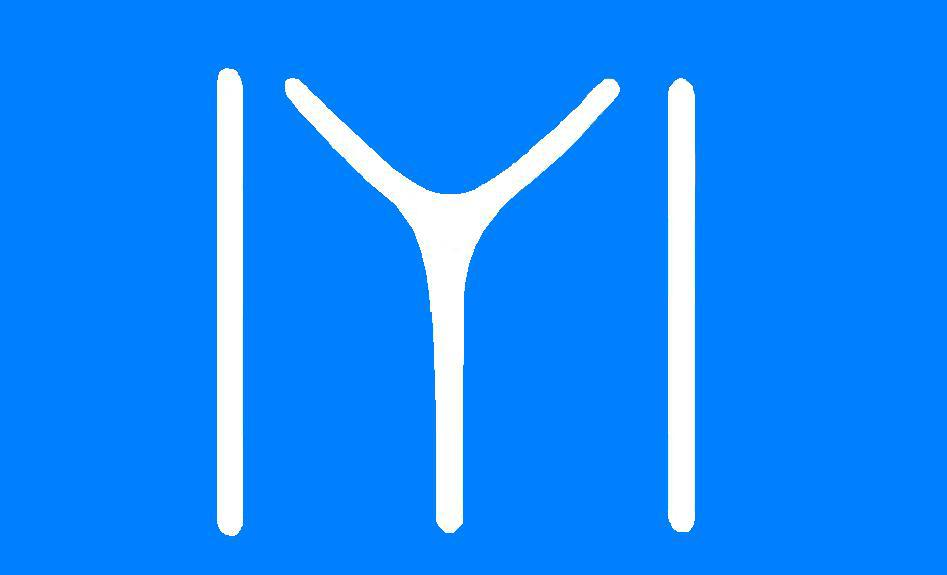
Emblème de la tribu Kayi d'Ertuğrul Gazi.

La série est écrite et produite par Mehmet Bozdağ et dirigée par Metin Günay. La musique de thème est d'Alpay Göktekin. Elle est diffusée du 10 décembre 2014 au 29 mai 2019 sur TRT 1 en Turquie.

Bozdağ a déclaré: 

« La tâche d'un artiste est de reconstruire l'histoire. L'histoire change avec l'opinion de l'auteur. Et d'une part, il y a très peu d'informations sur la période que nous présentons - ne dépassant pas 4 à 5 pages. Même les noms sont différents dans chaque source. Les premiers ouvrages écrits sur la Période d'établissement de l'empire Ottoman ont été écrits environ 100 à 150 ans après sa création. Il n'y a aucune certitude dans ces données historiques. Mais l'histoire a une âme. Nous pensons décrire l'esprit du XIIIe siècle dans l'histoire. Nous façonnons une histoire en rêvant. »

La série est une étape importante en Turquie en ce qui concerne l'administration de l'art. Le cuivre et d'autres accessoires métalliques s'accumulent à partir de différentes parties de la Turquie.
Un représentant de TRT a déclaré que la série "vise à renforcer le sentiment national du peuple turc en informant le public de la naissance de l'État turc, par une combinaison d'histoire et de divertissements de qualité".

### Développement
Les préparatifs de la saison 1 ont commencé en février 2014. En cinq mois, les histoires et les dessins étaient prêts. Gambat de Mongolie a fait réaliser des dessins en trois mois. Les équipes ont commencé leur travail en mai 2014. L'équipe décoration et art était composée d'une soixantaine de personnes et a travaillé pendant 4 mois pour le premier épisode.
En ce qui concerne la chorégraphie de la série, Nomad l’équipe spéciale de films tels que The Expendables 2, 47 Ronin et Conan le Barbare a été invitée en Turquie. L’équipe a préparé des chorégraphies spéciales pour les acteurs, les chevaux et d’autres scènes.
Il y a 25 chevaux sur le plateau, assistés par un vétérinaire. Tous sont entretenus sur une ferme équestre à Riva. Un espace spécial semblable à un zoo (mais à une plus petite échelle) a été créé pour tous les animaux qui apparaissent dans l'exposition, notamment les moutons, les chèvres, les rossignols et les perdrix.

### Costumes
Pour la série, environ 1800 costumes et des milliers de fournitures et accessoires de guerre ont été fabriqués à partir de zéro. La série télévisée est une étape importante en Turquie en ce qui concerne son administration de l'art. Le cuivre et d'autres accessoires métalliques sont accumulés dans diverses parties de la Turquie. Presque tout dans toute la Turquie a été « confisqué », des bijoux à un morceau de tissu. Les matériaux en bois étaient fabriqués à la main, un par un.

### Tournage
La série a été préparée pendant 6 mois. Des leçons d'équitation ont été données à tous les acteurs, tandis que certain acteurs ont appris à utiliser des épées.
La première saison a été tournée autour de Beykoz et Riva (en) à Istanbul. Diriliş: Ertuğrul a mis en place deux plateaux pour Riva et Beykoz Kundura Factory pour la première saison. Le plateau de Riva a été érigé sur une superficie totale de 40 000 m² avec 35 tentes construites selon l'original. Dans l'usine Beykoz Kundura, Alep, le palais d'Alep, la salle des fournitures, les chambres d'hôtes, les couloirs, les donjons, la salle Karatoygar, le pavillon Seldjoukide, les salles du temple, les chambres, les gîtes et les intérieurs de tentes ont été construits sur une surface fermée de 6 000 m².
Dans l'usine Kundura, le bazar d'Alep, l'intérieur de la forteresse, l'intérieur de la tente de Suleyman Shah, le donjon, le couloir et l'autel du temple ont été construits sur une aire ouverte de 5 000 m².

## Épisodes
| Saison | Nombre d’épisodes | Diffusion originale | Diffusion originale | Diffusion originale | Diffusion originale            |
| Saison | Nombre d’épisodes | Années              | Début de saison     | Fin de saison       | Audience moyenne (en millions) |
| ------ | ----------------- | ------------------- | ------------------- | ------------------- | ------------------------------ |
| 1      | 26                | 2014-2015           | 10 décembre 2014    | 17 juin 2015        | 5,53                           |
| 2      | 35                | 2015-2016           | 30 septembre 2015   | 8 juin 2016         | 8,62                           |
| 3      | 30                | 2016-2017           | 26 octobre 2016     | 14 juin 2017        | 11,92                          |
| 4      | 30                | 2017-2018           | 25 octobre 2017     | 6 juin 2018         | 14,10                          |
| 5      | 29                | 2018-2019           | 7 novembre 2018     | 29 mai 2019         | 15,40                          |

## Accueil

### Critiques
Dans un article du Monde de 2018, la correspondante à Istanbul du journal analyse ainsi la série : « Plus qu’une simple série télévisée il s’agit d’une œuvre de propagande politique destinée à légitimer le régime autocratique de Recep Tayyip Erdoğan ainsi que son projet de transformation identitaire du pays. ».
La série est l'une des exportations télévisuelles les plus réussies de Turquie et fait écho au message d'Erdoğan et de son parti. Selon le professeur Burak Ozcetin, "ils sont en quelque sorte en train de réécrire l'histoire ottomane pour le public turc actuel".
La série a connu un immense succès, sur IMDb elle a eu une note de 7,6⁄10 sur 19 534 critiques récoltées.

### Au Pakistan
Le Premier ministre du Pakistan, Imran Khan, a salué publiquement la série et a recommandé aux Pakistanais de la regarder.
Demandant à la société d'État Société Télé Pakistan (PTV) de doubler la série turque en ourdou et de la diffuser à la télévision, il a déclaré que la série favorisait une compréhension de l'histoire islamique, culture, valeurs et éthique. PTV a obtenu les droits de télévision pour la série de TRT et le premier épisode a finalement été diffusé au Pakistan le premier jour du Ramadan (24 avril) en 2020,,,.
La série s'appelle Ertuğrul Ghazi au Pakistan, et a été noté comme un succès majeur là-bas, en particulier en raison de la recommandation de Khan et aussi en partie en raison de la quarantaine de la pandémie de Covid-19 au Pakistan. La chaîne YouTube de PTV pour la série avait gagné plus de 5 millions d'abonnés en juin 2020 et atteint en quelques jours 100 millions de vues,,.
Au Pakistan, les médias craignent que la série ne soit une autre importation étrangère, comme Bollywood. Pervez Hoodbhoy a ajouté que la série dépeint l'islam comme violent et peut augmenter l'islamophobie,. Jibran Nasir dit que Diriliş: Ertuğrul crée une crise d'identité chez les Pakistanais.

### Audiences
Les sites de notation ont indiqué Diriliş: Ertuğrul comme la meilleure série télévisée turque de la saison 2014. Recep Tayyip Erdoğan, président de la Turquie, a visité le plateau avec sa famille plus d'une fois.
Le premier épisode a ébranlé les réseaux sociaux turcs après sa diffusion. Cette série est surtout connue en Turquie et au Moyen-Orient et an Asie centrale, notamment au Koweït, en Arabie Saoudite, au Pakistan, au Bangladesh et au Qatar. La série est également un énorme succès en Afrique du Sud où les fans organisent régulièrement des soirées de visionnage et des soirées à thème.
La série a été qualifiée de Game of Thrones turc et les fans incluent le président du Venezuela Nicolás Maduro.
Le succès est aussi au rendez-vous en Afrique du nord, notamment en Algérie, au Maroc et en Égypte.